# Фестиваль театров для детей в Суботице
Международный Фестиваль театров для детей в Суботице — один из старейших и престижных фестивалей Европы. На фестиваль приглашается 200 лучших театральных коллективов: кукольные и детские театры, а также театры, которые имеют спектакли для детей в своем репертуаре. Место проведения фестивальных спектаклей — Открытый университет Суботицы.
Более 200 заявок от детских театров всего мира рассматриваются экспертным советом фестиваля и только 20 театров включаются в официальную афишу.